# Kid Trunks
Минь Нгуен (англ. Minh Nguyen; род. 4 июля 2000, Форт-Лодердейл, Флорида), более известный под псевдонимом Kid Trunks — американский рэпер. Является одним из участников хип-хоп-коллектива Members Only и часто сотрудничал с рэпером XXXTentacion. Наиболее известен такими песнями, как «Talk» и «Idk».

## Биография
По словам Миня, над ним издевались в школе из-за его невысокого роста и азиатского происхождения.
Был в дружеских отношениях с Джасеем Онфроем, более известным как XXXTentacion, благодаря которому в возрасте 15 лет присоединился к коллективу Members Only.
3 января 2022 года Kid Trunks сообщил о том, что у него диагностировали бронхогенный рак.

## Карьера
В сентябре 2017 года Kid Trunks выпустил дебютный микстейп The Kid Before Trunks. В том же году Минь выступал вместе с XXXTentacion на фестивале Rolling Loud Bay Area в 2017 году, тем самым заработав себе признание.
В мае 2018 года выпускает второй микстейп Super Saiyan. Он состоит из 11 песен, таких как «Love Never Blossoms», «Not Legal», записанной при участии Ski Mask The Slump God, Warhol.ss и A$AP Ant, «Idk», которая является его самой прослушиваемой песней, и других.
Минь участвовал в туре Дензелла Карри «Ta13oo» и 9 октября 2018 года, во время своего выступления в Нью-Йорке, Kid Trunks призвал посетителей концерта кричать «Fuck Vic Mensa» за оскорбления, сказанные Виком Менса об XXXTentacion.
10 января 2019 года в своей Instagram-истории Kid Trunks опубликовал список композиций и название ещё невыпущенного альбома Moon.  26 июня 2020 года состоялся официальный релиз дебютного студийного альбома Moon, включавшего в себя гостевые участия от Ноа Сайрус, Трэвиса Баркера и других исполнителей.
24 декабря 2020 года выпустил дебютный мини-альбом The Nightmare Before Christmas. Он содержит гостевые участия от Lil Uzi Vert, SosMula и Jackboy.

## Дискография
| Оценки критиков    | Оценки критиков    |
| Источник           | Оценка             |
| Иноязычные издания | Иноязычные издания |
| ------------------ | ------------------ |
| RYM                | [ 18 ]             |

| Оценки критиков    | Оценки критиков    |
| Источник           | Оценка             |
| Иноязычные издания | Иноязычные издания |
| ------------------ | ------------------ |
| RYM                | [ 19 ]             |

| Оценки критиков    | Оценки критиков    |
| Источник           | Оценка             |
| Иноязычные издания | Иноязычные издания |
| ------------------ | ------------------ |
| RYM                | [ 20 ]             |

### Студийные альбомы
| Название | Детали                                                                                   |
| -------- | ---------------------------------------------------------------------------------------- |
| Moon     | - Релиз: 26 июня 2020 года - Лейбл: The Kid Before Trunks, Empire - Формат: ЦД, стриминг |

### Микстейпы
| Название              | Детали                                                                                      |
| --------------------- | ------------------------------------------------------------------------------------------- |
| The Kid Before Trunks | - Релиз: 22 сентября 2017 года - Лейбл: The Kid Before Trunks LLC - Формат: ЦД, стриминг    |
| Super Saiyan          | - Релиз: 25 мая 2018 года - Лейбл: The Kid Before Trunks LLC, Empire - Формат: ЦД, стриминг |

### Мини-альбомы
| Название                       | Детали                                           |
| ------------------------------ | ------------------------------------------------ |
| The Nightmare Before Christmas | - Релиз: 24 декабря 2020 года - Формат: Стриминг |

### Синглы
| Год  | Название                                              | Альбом              |
| ---- | ----------------------------------------------------- | ------------------- |
| 2017 | «I’m Here To Help You Are Not Alone»                  | Внеальбомный сингл  |
| 2017 | «Pulp Fiction»                                        | Super Saiyan        |
| 2018 | «Idk»                                                 | Super Saiyan        |
| 2018 | «Hell Air» при участии Scooby и Matt Ox)              | Внеальбомные синглы |
| 2019 | «Bay Bounce» (совместно с Mikey More)                 | Внеальбомные синглы |
| 2019 | «E-Wave»                                              | Moon                |
| 2019 | «Get Away»                                            | Moon                |
| 2020 | «Habibi»                                              | Moon                |
| 2020 | «Do You Know What Is Right?» (при участии Ноа Сайрус) | Moon                |
| 2020 | «Habibi (Remix)» (при участии PnB Rock)               | Внеальбомные синглы |
| 2020 | «IDK, Pt. 2»                                          | Внеальбомные синглы |
| 2020 | «Donuts» (совместно с Bass Santana и 1LDreadi)        | Внеальбомные синглы |
| 2020 | «You Won't Get Pregnant» (совместно с Bass Santana)   | Внеальбомные синглы |
| 2020 | «Breeze»                                              | Внеальбомные синглы |

#### В качестве приглашённого исполнителя
| Год  | Название               | Другие исполнители            | Альбом              |
| ---- | ---------------------- | ----------------------------- | ------------------- |
| 2016 | «Pull Up»              | Envious и Laranche Lee        | Внеальбомные синглы |
| 2017 | «Naskar»               | Dxddy Mxck                    | Внеальбомные синглы |
| 2017 | «Mutha Fuxxking Bitch» | Splash Zanotti и Bass Santana | Внеальбомные синглы |
| 2018 | «Shapow!»              | inochi                        | Внеальбомные синглы |
| 2018 | «Big Kap»              | Robb Bank$                    | Внеальбомные синглы |
| 2020 | «Bad Señorita Remix»   | Hokage Chang и Ashton Story   | Внеальбомные синглы |

### Другие песни в чартах
| Год  | Название                                                                          | Позиции в чартах     | Альбом               |
| Год  | Название                                                                          | США Lyricfind Global | Альбом               |
| ---- | --------------------------------------------------------------------------------- | -------------------- | -------------------- |
| 2019 | «Gassed Up!» (совместно с XXXTentacion, Flyboy Tarantino, Bass Santana и Kin$oul) | 19                   | Members Only, Vol. 4 |

### Гостевые участия
| Год  | Название    | Другие исполнители                  | Альбом                  |
| ---- | ----------- | ----------------------------------- | ----------------------- |
| 2017 | «Came2Kill» | XXXTentacion и Craig Xen            | Members Only, Vol. 3    |
| 2017 | «Lol»       | Bass Santana и Flyboy Tarantino     | Members Only, Vol. 3    |
| 2019 | «Interlude» | KidWay                              | Fear or Love            |
| 2019 | «Tempt Me»  | Clutch Tha God                      | Dystopia                |
| 2020 | «No Bag»    | Sam1Kayy и C Trick                  | Zombiano                |
| 2020 | «Jugg»      | Jakazi                              | Bad Ass Jits            |
| 2020 | «See Thru»  | C-Trick, F$O Dinero и Natalka Maria | Sorry 4 Not Being Sorry |